# Фененко, Василий Иванович
Васи́лий Ива́нович Фене́нко (1 января 1875—1931) — юрист, судебный деятель. Из дворянского рода Фененко.

## Биография
Родился в имении Морозовка (с. Камень) Кролевецкого уезда Черниговской губернии.
Сын статского советника, штабс-капитана в отставке, Кролевецкого уездного предводителя дворянства Ивана Романовича Фененко и Марии Михайловны Фененко (Ворожбит). Родной брат Георгиевского кавалера полковника Фененко Владимира Ивановича.
Общее образование получил в Первой Императорской Киевской гимназии. Окончил юридический факультет Университета святого Владимира (г. Киев). Некоторое время работал следователем в г.Черкассы.
Судебный следователь по особо важным делам Киевского окружного суда.
По воспоминаниям политического и общественного деятеля, публициста Василия Витальевича Шульгина, В.И.Фененко считался одним из лучших следователей в Киеве. Ему поручались все наиболее сложные дела.
Именно он осуществлял предварительное следствие по резонансным делам о покушении на председателя Совета Министров Петра Аркадиевича Столыпина (1911), параллельно с расследованием так называемого «дела Бейлиса» — судебного процесса (1913 г.) по обвинению Менахема Менделя Бейлиса в ритуальном убийстве 12-летнего ученика Киево-Софийского духовного училища Андрея Ющинского 12 марта 1911 года в Киеве.
Скончался в 1931 году. Похоронен на Лукьяновском кладбище г. Киева (участок 9, ряд 7, место 6).